# 幸运的露娜
《幸运的露娜》是2022年平台游戏，由Snowman开发，Netflix透过其Netflix Games订阅服务发行。玩家在游戏中扮演女孩露娜，进入废弃寺庙中的传送门，挑战地下关卡。玩家通过触屏控制露娜左右移动避开危险。而与多数平台游戏不同，露娜不能跳跃；代之的是，游戏迷宫以垂直方向为主，露娜主要向下落体。游戏中有六种主题世界，分别对应手工设计的故事模式关卡，以及程序生成的无尽模式关卡。
游戏自2014年起开发，原名「蔚蓝之月」，由西班牙程序员纳乔·巴尔巴斯负责。作品原计划于2016年发布，但至2020年巴尔巴斯加入Snowman时仍未面世。巴尔巴斯和工作室又耗费两年时间打磨，并加入了无尽模式。为避免商业压力影响，Snowman选择Netflix担任发行商。游戏于2022年9月登录iOS和Android，面向Netflix Games订阅者发布。游戏受到媒体的好评，评测者称赞其设计、美感和创新，但就难度问题有所批评。

## 玩法与情节

熔岩主题关卡，露娜周围有若干珍珠

《幸运的露娜》是平台游戏，玩家操控戴狐狸面具的女孩露娜穿越一系列地下关卡。游戏伊始，露娜从海滩醒来，跟随狐狸来到寺庙；寺庙中有六道传送门，代表六个关卡。玩家透过触摸屏幕操控露娜左右移动；而有别于多数平台游戏，《幸运的露娜》没有跳跃机制。关卡以垂直方向为主，露娜可顺平台的间隙下落，或乘喷泉和蝴蝶上升。露娜始终位于画面的中心，四周环境则随之移动。每关均有不同主题，如水、熔岩、丛林等，而露娜碰到沸水、尖刺、熔岩等时会死亡，返回最近的存档点。各关结束时，露娜会跟着狐狸从传送门返回到寺庙；玩家首次过关后，游戏会开启另一传送门。
关卡中分布着大量珍珠。每关结束时，游戏会根据拾得珍珠数、速度、死亡次数，计算玩家的得分。各关隐藏有碑文，当从六关中集齐全部四种碑文后，寺庙将开启第七道传送门。通过此门可看到露娜在月球接受欢迎、登上宝座的动画。
无尽模式下，玩家将挑战六个电脑生成的关卡。此模式无存档点，角色死亡后将直接退回寺庙。关卡分为多层，每隔几层会有一项挑战；玩家完成若干挑战后，可获得奖励石板。将故事模式和挑战模式中的所有碑文集齐后，玩家将看到另一结局：露娜将狐狸面具放在祭坛上，之后神庙崩塌；她从另一处背景有房屋的海岸醒来，和狐狸一起穿越岛屿。

## 开发
2014年末，西班牙程序师纳乔·巴尔巴斯（Nachobeard）开启了《蔚蓝之月》（Cerulean Moon）项目。其改编自日本民间传说《竹取物語》：从天而降公主拒绝了六位贵族的求婚，最终升天回归月宫。为期玩家无须教程直接上手，巴尔巴斯设计了只有滑动没有跳跃的操控方案。点阵画面由以阿娜伊斯·玛玛尔为首的多名画师绘制。
项目于2014年12月初次亮相，于2015年初释出更多信息。2015年年中，巴尔巴斯成为瑞典湖边小屋游戏孵化器的受邀人。8月，《蔚蓝之月》于Gamescom展出亮相。巴尔巴斯称游戏关卡是下行迷宫，并宣布游戏计划于2016年发行，首先面向手机和电脑，之后考虑面向有触控屏的游戏机。
《蔚蓝之月》2016年初获第12届网络手机游戏奖之最佳未来游戏奖此后便再无消息。2020年巴尔巴斯加入Snowman，以雪上滑板游戏《奧托的歷險》（2015）等作品著称的多伦多工作室。此后游戏易为现名，开发则延续到2022年中期。在此期间他们继续完善游戏并加入无尽模式。制作人安得鲁·舒密尔称，完成故事模式与设计无尽模式就如同时创作两款互补游戏一般。
Snowman于2022年6月公开《幸运的露娜》，宣布透过Netflix的Netflix Games游戏订阅服务发布，对应iOS和Android。Snowman选择Netflix Games管道，是希望在不定高价、无广告、无内购的情况下，开发一款「精品」（premium）游戏。Netflix在开发过程中和Snowman密切交流，且给予Snowman开发自主权。《幸运的露娜》于2022年9月8日发行，对应iOS和Android平台。

## 评价
《幸运的露娜》未获评测人广泛关注，但一经发行即获好评。游戏获「Pocket Gamer」年度手机游戏提名。媒体肯定了平台游戏机制，「Pocket Gamer」的威尔·奎克认为其兼顾了休闲与挑战的平衡。「TouchArcade」的贾里德·纳尔逊将《幸运的露娜》评为该站周度游戏，称「去除平台游戏中的跳跃元素」之设计很好展现了如何创新。他还表示游戏故事模式值得探索，重玩价值高。「Digital Trends」的迪安杰洛·埃普斯观点类似，他亦肯定了重玩价值，并谓游戏为创新实验。「The Verge」的安德鲁·韦伯斯特称赞无跳跃要素之关卡的精妙设计，但认为游戏偏难。「Android Central」的雷切尔·摩根也喜爱游戏，但认为游戏难于预期，且某些地方令人备感挫败。
媒体称赞了游戏美感，「TouchArcade」的纳尔逊称其动画美妙，「The Verge」的韦伯斯特亦称像素画很美。「Pocket Gamer」的奎克称赞游戏的多样性和规模。《Edge》认为游戏风格让人想到《菲斯》（2012），「南非Stuff」的布雷特·文特尔则提到了《光明之子》（2014）。「Digital Trends」的埃普斯称赞艺术图氛围出色，「Android Central」的摩根亦称原声很有氛围。